# Rannaküla (Lääne-Nigula)
Rannaküla is een plaats in de Estlandse gemeente Lääne-Nigula, provincie Läänemaa. De plaats heeft de status van dorp (Estisch: küla).
Tot in oktober 2017 behoorde Rannaküla tot de gemeente Nõva. In die maand ging Nõva op in de fusiegemeente Lääne-Nigula.
De plaats ligt aan de noordkust van Estland. De rivier Nõva jõgi vormt eerst de grens met het buurdorp Nõva en stroomt dan door Rannaküla, waar ze in zee uitkomt.

## Bevolking
Het dorp had 76 inwoners op 31 december 2011 en 56 inwoners op 31 december 2021.